# ブリヤート自治ソビエト社会主義共和国

ブリヤート自治ソビエト社会主義共和国
Буряадай Автономито Совет Социалис Республика  (ブリヤート語)
Бурятская Автономная Советская Социалистическая Республика  (ロシア語)

ロシア共和国内の位置（1930年）

ブリヤート自治ソビエト社会主義共和国（ブリヤートじちソビエトしゃかいしゅぎきょうわこく、ブリヤート語: Буряадай Автономито Совет Социалис Республика; ロシア語: Бурятская Автономная Советская Социалистическая Республика）またはブリヤートASSRはソビエト連邦の自治共和国。
1923年、従来のブリヤート・モンゴル自治州を昇格させる形でブリヤート・モンゴル自治ソビエト社会主義共和国が設立された。1958年にはモンゴルの名前がはずされた。ブリヤートASSRは1990年に主権を宣言し、ブリヤート共和国に名前を変えた。しかしながら、ブリヤートは自治共和国としてロシア連邦に残っている。